# Please Mr. Postman
"Please Mr. Postman" là một bài hát được Georgia Dobbins, William Garrett, Freddie Gorman, Brian Holland và Robert Bateman viết. Đây là đĩa đơn đầu tay của Marvelettes cho nhãn Tamla (Motown), đáng chú ý là bài hát Motown đầu tiên đạt vị trí số một trên bảng xếp hạng đĩa đơn Hot 100 của Billboard. Đĩa đơn đạt được vị trí này vào cuối năm 1961; đồng thời cũng đứng số một trên bảng xếp hạng R&B. "Please Mr. Postman" trở thành hit số một lần nữa vào đầu năm 1975 khi bản cover bài hát này của ban nhạc Carpenters đạt vị trí cao nhất của Billboard Hot 100. "Please Mr. Postman" đã được hát lại nhiều lần, bao gồm cả nhóm nhạc rock đình đám một thời The Beatles của Anh năm 1963.